# Liste der Tettsteder in Telemark
Dies ist eine Liste der Tettsteder in Telemark. Gelistet werden alle Tettsteder, die im Fylke (Provinz) Telemark liegen. Die Tettsteder werden jährlich vom norwegischen Statistikamt Statistisk sentralbyrå (SSB) nach gewissen Kriterien bestimmt. Ein Tettsted hat mindestens 200 Einwohner und der Abstand zwischen den einzelnen Häusern soll im Normalfall nicht 50 Meter überschreiten. Der Abstand kann größer sein, wenn etwa die natürlichen Gegebenheiten in einem Gebiet keine Bebauung zulassen oder flächenintensive Anlagen wie Schulen oder Industriegebäude vorliegen. In einer Kommune können mehrere Tettsteder liegen. Zugleich können sich einzelne Tettsteder über mehrere Kommunen erstrecken.
Im Jahr 2024 lebten 78,6 % der Einwohner des Fylkes in einem Tettsted. Telemark lag damit hinter dem landesweiten Schnitt von 83,24 %.

## Liste
| Nummer | Bild | Name            | Einwohner (1. Januar 2024) | Fläche (1. Januar 2024) | Kommune(n)               |
| ------ | --- | --------------- | -------------------------- | ----------------------- | ------------------------ |
| 3001   | Luftbild einer Ortschaft, die in einer bewaldeten Gegen liegt. Mehrere Brücken führen über das Gewässer, an der die Ortschaft ligt.                  | Langangen       | 448                        | 0,44 km²                | Porsgrunn                |
| 3004   | | Sandøya         | 261                        | 0,32 km²                | Porsgrunn                |
| 3005   | Foto einer Stadt, die an einem Fluss liegt. Im Vordergrund Wohnhäuser, weiter entfernt liegt industrielle Bebauung.                                  | Porsgrunn/Skien | 96.695                     | 54,2 km²                | Porsgrunn, Skien, Bamble |
| 3014   | | Sneltvedt       | 259                        | 0,19 km²                | Skien                    |
| 3021   | Foto einer an einem verschneiten Hang liegenden Siedlung                                                                                             | Notodden        | 9292                       | 7,35 km²                | Notodden                 |
| 3022   | Bild eines Schulgebäudes | Yli             | 290                        | 0,24 km²                | Notodden                 |
| 3031   | | Siljan          | 1039                       | 0,78 km²                | Siljan                   |
| 3032   | Bild einer weißen Holzkirche mit dunklem Dach. Im Vordergrund befindet sich ein Friedhof                                                             | Snurråsen       | 261                        | 0,15 km²                | Siljan                   |
| 3033   | | Øverbø          | 246                        | 0,24 km²                | Siljan                   |
| 3041   | Bild einer weißen Holzkirche mit dunklem Dach. | Herre           | 1255                       | 1,7 km²                 | Bamble                   |
| 3044   | | Botten          | 255                        | 0,34 km²                | Bamble                   |
| 3051   | Foto von mehreren weißen Holzwohnhäusern, die an einem Gewässer liegen. Im Vordergrund befinden sich Boote.                                          | Kil             | 1016                       | 0,88 km²                | Kragerø                  |
| 3054   | Foto von einem Hang herab auf eine Stadt, die an einem Fjord liegt. Ein Teil der Stadt liegt auf einer durch einen schmalen Sund abgetrennten Insel. | Kragerø         | 5467                       | 3,35 km²                | Kragerø                  |
| 3055   | Foto eines weißen Holzhauses | Vadfoss/Helle   | 1531                       | 1,23 km²                | Kragerø                  |
| 3061   | Foto mehrerer direkt am Wasser gelegenen Häuser. Im Vordergrund befinden sich rote Holzhäuser auf Stelzen.                                           | Prestestranda   | 1354                       | 1,62 km²                | Drangedal                |
| 3062   | Foto eines Bahnhofsgebäudes mit Gleisen im Vordergrund.                                                                                              | Neslandsvatn    | 297                        | 0,34 km²                | Drangedal                |
| 3071   | Foto einer weißen Holzkirche mit dunklem Dach. Im Vordergrund befindet sich ein Friedhof.                                                            | Bjervamoen      | 1566                       | 1,72 km²                | Nome                     |
| 3072   | Foto eines Flusses an dessen Ufer sich Industriebetriebe befinden.                                                                                   | Ulefoss         | 2488                       | 2,6 km²                 | Nome                     |
| 3081   | Foto eines Bahnhofsgebäudes mit einer Holzfassade in Orangton.                                                                                       | Bø              | 3819                       | 3,51 km²                | Midt-Telemark            |
| 3083   | | Folkestad       | 403                        | 0,77 km²                | Midt-Telemark            |
| 3084   | | Nordbøåsane     | 387                        | 0,29 km²                | Midt-Telemark            |
| 3091   | Foto von einer Anhöhe herab auf eine etwas weiter entfernt an einem Fluss liegenden Ortschaft.                                                       | Hjukse          | 299                        | 0,38 km²                | Notodden                 |
| 3092   | Foto eines roten Holzhauses. Etwas entfernt davon ein bewaldeter Berg.                                                                               | Nordagutu       | 309                        | 0,37 km²                | Midt-Telemark            |
| 3093   | Foto eines Bahnhofsgebäudes mit Gleisen im Vordergrund                                                                                               | Gvarv           | 1101                       | 1,33 km²                | Midt-Telemark            |
| 3101   | Foto einer Straße, die durch eine Ortschaft führt. An der Straße liegt unter anderem eine Tankstelle sowie mehrere weiße Holzhäuser.                 | Austbygde       | 393                        | 0,49 km²                | Tinn                     |
| 3102   | Foto auf eine langgestreckte Siedlung in einem Tal hinab. Die Siedlung liegt an einem Fluss und ist von Bergen umgeben.                              | Rjukan          | 3005                       | 2,58 km²                | Tinn                     |
| 3103   | Foto einer Landstraße mit einigen Häusern in einiger Entfernung                                                                                      | Miland          | 321                        | 0,37 km²                | Tinn                     |
| 3111   | Foto von weißen Holzhäusern, die an einem Gewässer liegen. Direkt dahinter befindet sich ein Berg.                                                   | Seljord         | 1487                       | 2,29 km²                | Seljord                  |
| 3122   | Foto einer Straße durch einen Ort. An der Straße liegen weiße Holzhäuser.                                                                            | Kviteseid       | 815                        | 1,37 km²                | Kviteseid                |
| 3131   | Foto einer Straße in einem verschneiten Ort. An der Straße liegen weiße Holzhäuser.                                                                  | Tveitsund       | 555                        | 1,02 km²                | Nissedal                 |
| 3141   | Foto einer Straße, die durch einen Ort führt. An der Straße liegen unter anderem Wohnhäuser.                                                         | Fyresdal        | 375                        | 0,67 km²                | Fyresdal                 |
| 3151   | Foto von einem Anhang auf einen See hinab, an dessen Ufer eine Ortschaft liegt. Der See ist von steilen Abhängen umgeben.                            | Dalen           | 560                        | 0,75 km²                | Tokke                    |
| 3161   | Foto von sieben Bussen an einem Parkplatz. Im Hintergrund befinden sich einige Häuser.                                                               | Åmot            | 722                        | 1,13 km²                | Tokke, Vinje             |
| 3162   | | Krossen         | 553                        | 0,88 km²                | Vinje                    |